# Marco Montironi
Marco Montironi (10 novembre 1959) è un ex calciatore sammarinese, di ruolo difensore.